# Plexaurella vanderhorsti
Plexaurella vanderhorsti är en korallart som beskrevs av Stiasny 1935. Plexaurella vanderhorsti ingår i släktet Plexaurella och familjen Plexauridae. Inga underarter finns listade i Catalogue of Life.